# Instrumentum (archéologie)

Le mot instrumentum désigne en archéologie et en histoire l'ensemble du « petit mobilier » fonctionnel, destiné aux activités artisanales, aux soins du corps, ou encore aux rites religieux. Cette catégorie recouvre un vaste ensemble d'objets réalisés dans des matériaux divers : os, fer, bronze, métaux précieux, ivoire, verre, etc., découverts pour la plupart lors de fouilles archéologiques. Le terme est particulièrement employé pour le monde romain antique et l'époque médiévale, mais peut s'appliquer à l'ensemble des aires chrono-culturelles documentées par l'archéologie de terrain.

## Caractéristiques et définition
Les éléments archéologiques qui constituent l'instrumentum sont des pièces de petite taille, utilisées dans la « vie quotidienne ». Ces objets peuvent être issus d'un contexte archéologique de type funéraire, domestique, votif, agricole ou encore artisanal. Ce petit mobilier englobe l'ensemble des pièces de la vie quotidienne,,,,.
Pour Michel Feugère, l'instrumentum, ou « petit mobilier », se compose d'objets variés, fabriqués en métal, tels que des pièces de monnaie ou des fibules, ces objets pouvant être également confectionnés en verre, en bois ou tout type de matériau,,,. Néanmoins, les pièces de vaissellerie fabriquées en céramique ne sont pas considérées comme appartenant à l'instrumentum,,,. L'archéologue Stéphane Carrara apporte une nuance, puisque selon lui, .
Les archéologues distinguent traditionnellement l'étude de l'instrumentum de celle des militariæ, laquelle s'attache à analyser les pièces liées à la pratique militaire et à la guerre, soit les armements et équipements offensifs ou défensifs. Toutefois, le classement fonctionnel (classification des petits objets selon leurs usages ou fonctions) établi au centre de recherche de Bibracte, et plus récemment celui proposé au début des années 2010, ont déterminé que les objets à destination militaire, regroupés au sein d'une même catégorie, sont inclus dans l'instrumentum.

Quelques exemples d'objets appartenant à un instrumentum
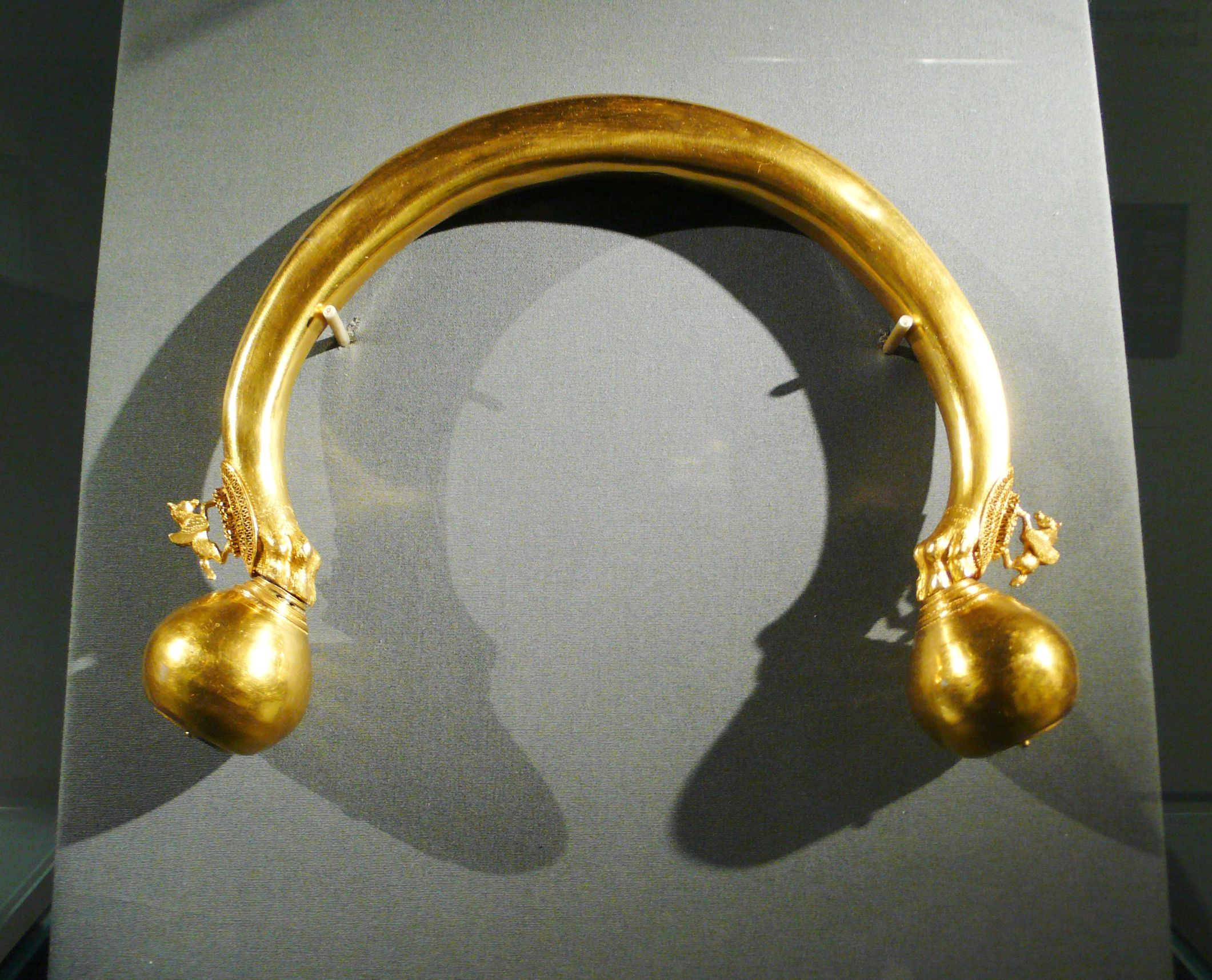
Torque en or.
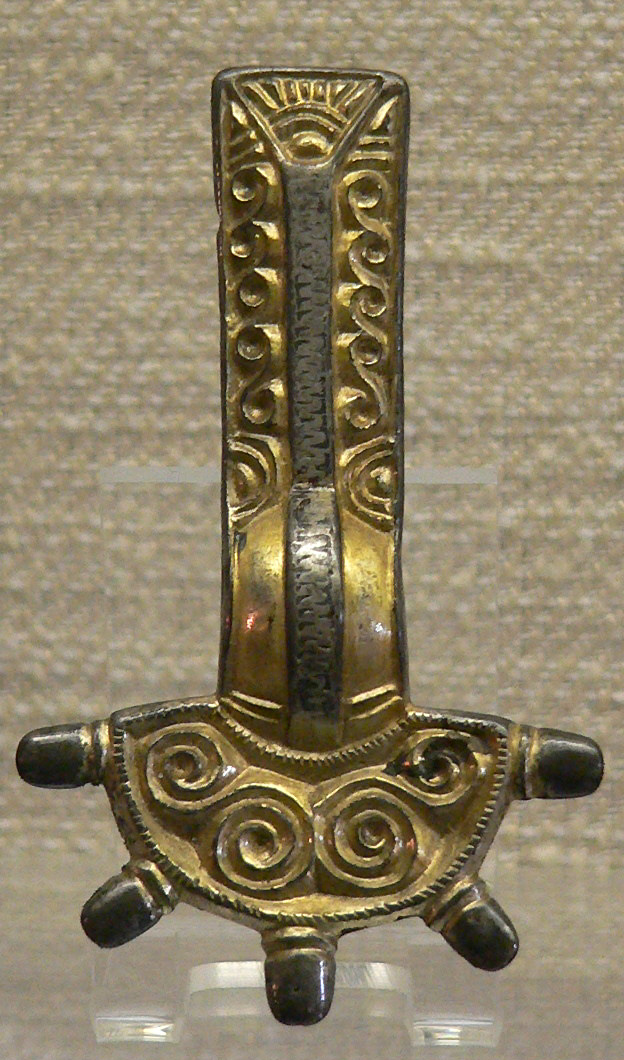
Fibule[Note 1].
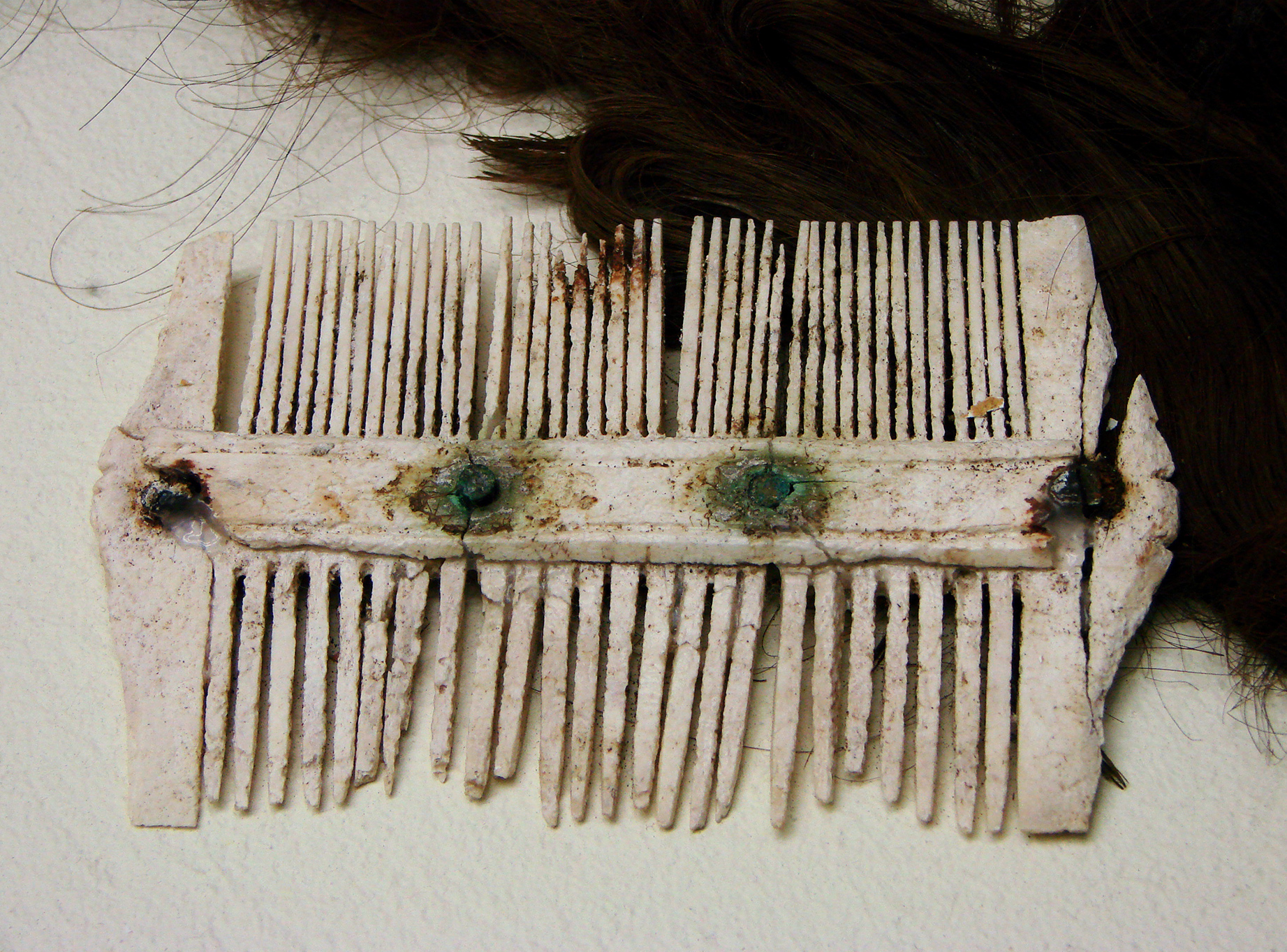
Peigne en os.
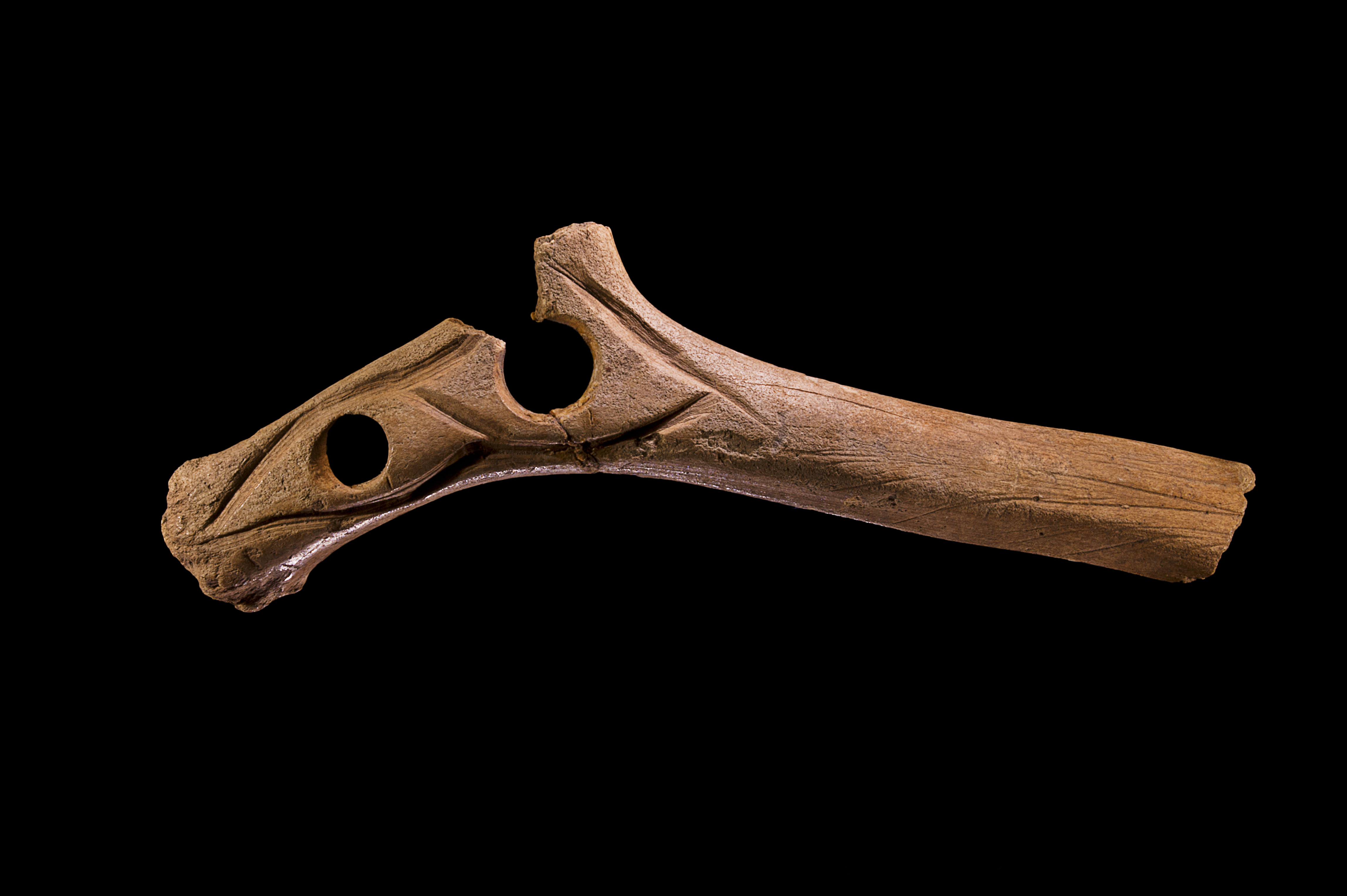
Objet sculpté en bois (Magdalénien).
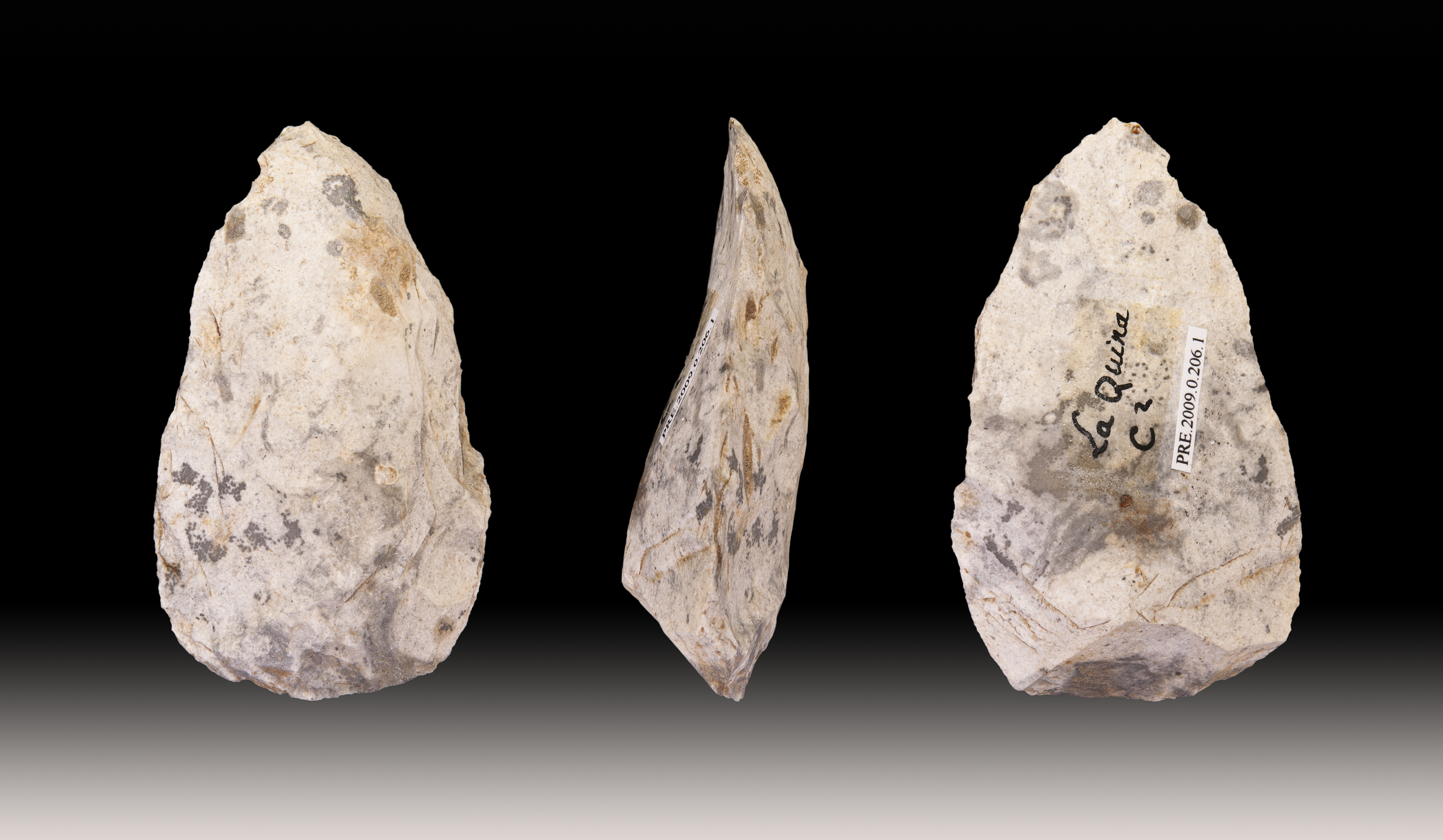
Racloirs attribués au Moustérien.
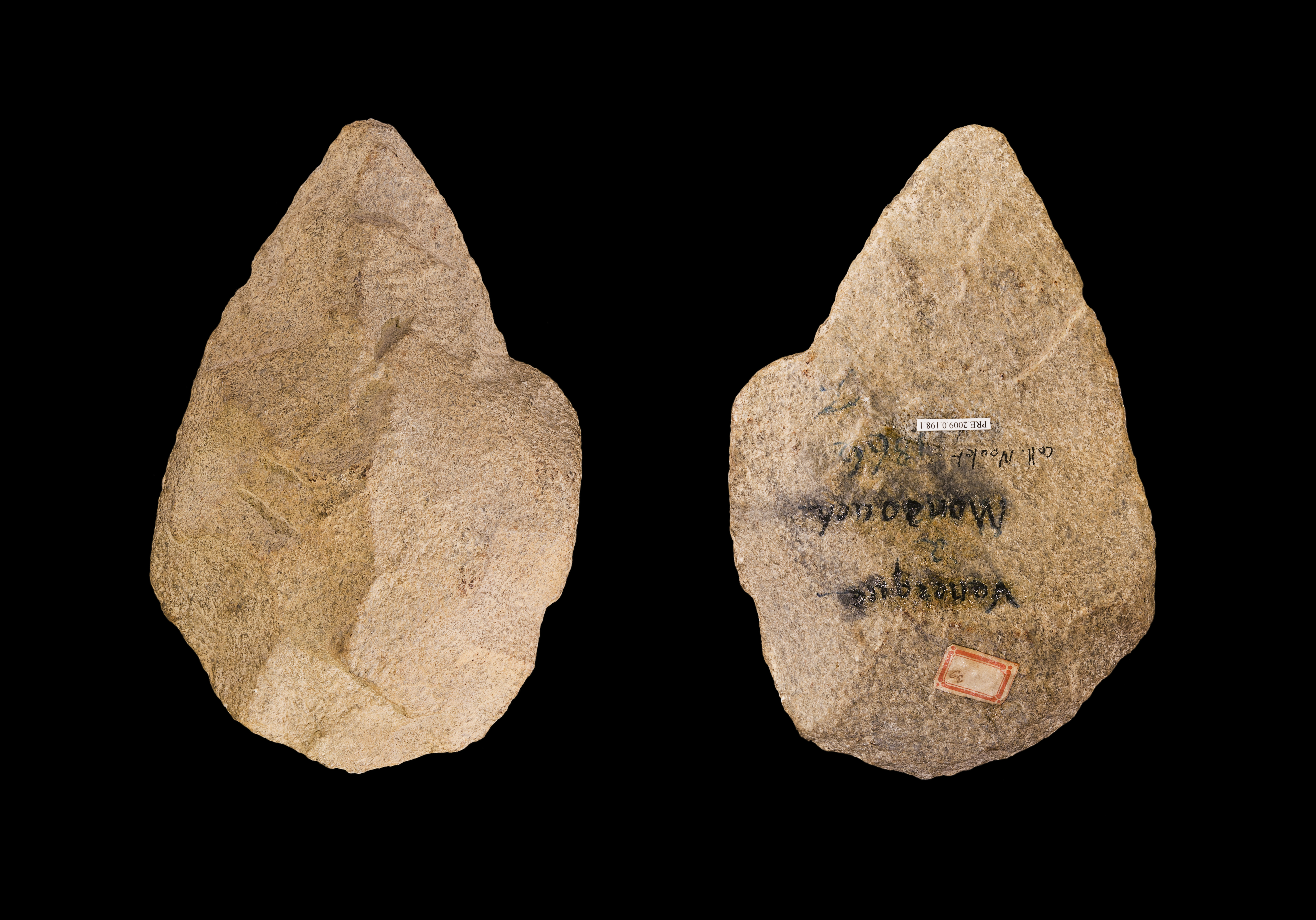
Biface (Acheuléen).
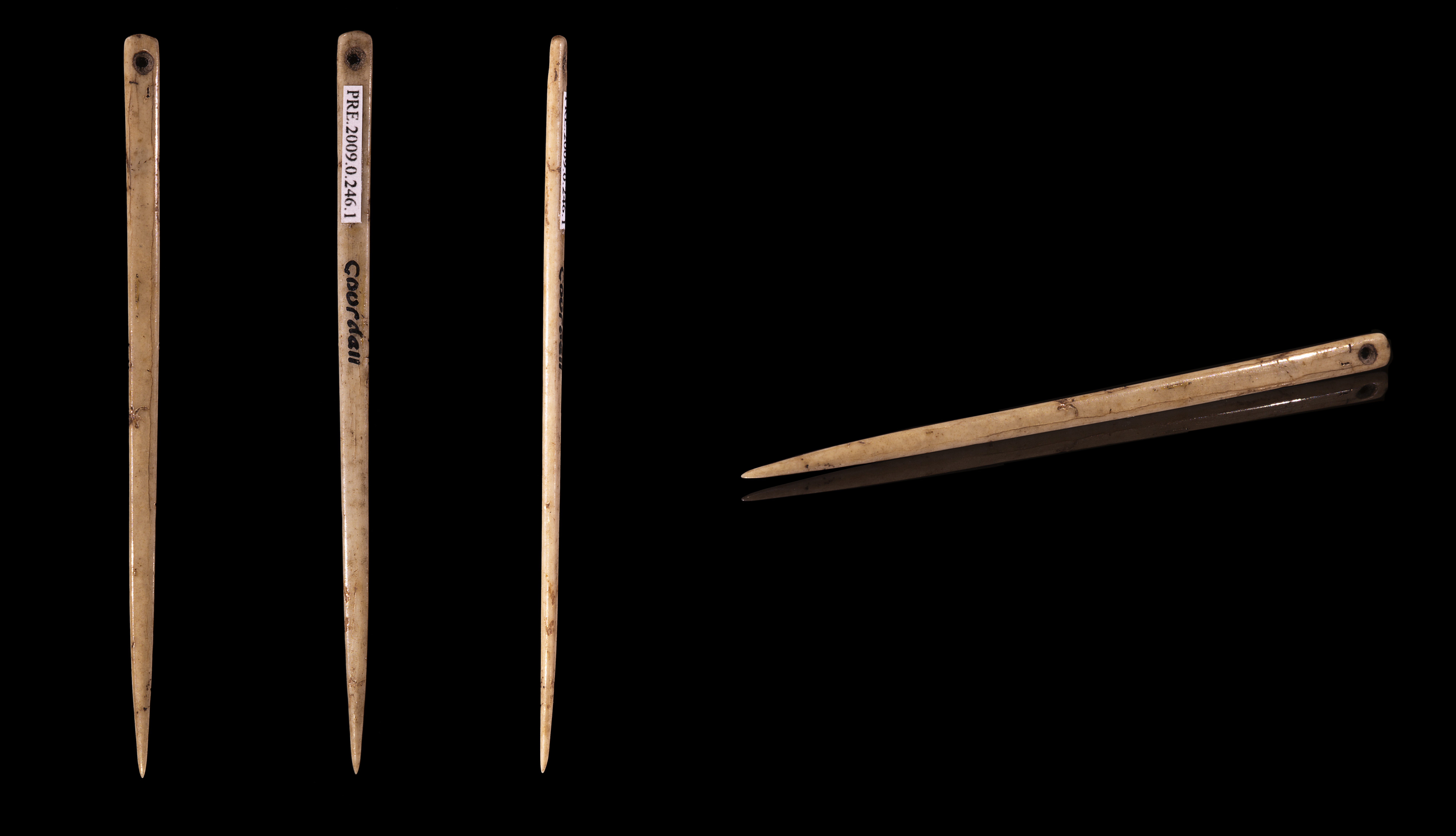
Aiguilles confectionnées en os (Magdalénien).

## Étude de l'instrumentum
De manière globale, pour Stéphane Carrara, l'étude du petit mobilier permet non seulement d'identifier et de caractériser les activités présentes sur un site, et donc d'en déduire une fonction (par exemple, la présence de nombreux outils liés à la culture, aux labours, aux moissons, au traitement des récoltes, permet d'indiquer la vocation d'établissement agricole d'un édifice, indépendamment de son contexte géographique rural et de son architecture), mais induit également une approche anthropologique du lieu fouillé, en permettant d'étudier la relation des individus au corps, aux soins qui lui est fait, à l'usage de cosmétiques.
L'étude de l'instrumentum comme champ à part de l'étude du mobilier est assez récente, et trouve son origine au début des années 1990. Auparavant, l'étude de la vie quotidienne passait principalement par la céramologie (par le biais de grandes typologies établies par Hans Dragendorff au début du XXe siècle par exemple pour la céramique sigillée romaine), discipline étudiant la vaisselle en céramique, pour s'intéresser à la consommation alimentaire, au stockage des denrées. À la différence de la céramologie, qui s'attache à analyser des objets d'une zone chrono-culturelle donnée, l'étude du mobilier de type instrumentum est liée à une période précise, et à des contextes à plus petite échelle.
L'analyse du petit mobilier comporte 5 étapes :
- une phase d'inventaire général du mobilier mis au jour sur le site, et de restauration-conservation préventive des objets, permettant d'identifier les grandes zones de concentration du petit mobilier.
- une phase de datation du site archéologique ayant délivré ces objets. La datation est déterminée grâce à la stratigraphie, au matériel céramique associé aux différentes couches d'occupation, et quand c'est possible, grâce à la radiométrie et à l'analyse physico-chimique des pièces datables au moyen de techniques comme la thermoluminescence, la spectrométrie de masse des isotopes 14C, la racémisation des acides aminés, ou encore datation radiocarbone des objets confectionnés à partir de matériaux d'origine organique.
- l'identification des structures au sein desquelles ont été exhumés l'instrumentum, cette séquence d'étude faisant intervenir les études spécialistes, notamment archéozoologiques, anthropologiques ou encore céramologiques. La caractérisation des secteurs de découverte de l'instrumentum permet de distinguer les espaces domestiques, artisanaux, en fonction de la cohérence de l'assemblage du mobilier.
- l'établissement des principaux problèmes posés par l'ensemble des données recueillies, tels que la position de découverte (primaire ou secondaire) ; les utilisateurs des objets ; la fonction précise des objets ; la durée d'utilisation du petit mobilier ; les assemblages identifiables (parure de toilette, « boite à outils agricoles », etc.)
- L'approfondissement de ces problématiques choisies par le directeur des fouilles[9].

Dans la pratique, l'ensemble de cette analyse peut s'articuler autour de 4 axes de recherche, autrement dit la provenance de l'artefact, axe qui met en jeu l'identification de l'unité de production des objets (autrement dit l'atelier) ; la détermination du faciès archéologique des pièces ; l'établissement de « marqueurs » de type militaire ou civil, via l'appui de sources historiques ; la mise en évidence de la destination et de l'utilisation des objets.

## Classement fonctionnel
Le premier classement fonctionnel archéologique a été établi au centre de recherche de Lattara via un système de gestion informatique,,. Cette première approche d'exploitation méthodologique des données recueillies, dénommée « Syslat » a été élaborée par Michel Py et fait l'objet d'une publication en 1997,,. Le système est, entre autres, constitué d'un module intitulé « OBJ » qui est entièrement consacré au petit mobilier. Ce module permet de répertorier les objets au sein de 5 catégories distinctes : le domaine propre à l'individu ; le domaine lié à l'habitat ; le domaine domestique qui est associé à l'environnement ; domaine des échanges commerciaux et enfin le domaine regroupant les objets associés aux activités socio-culturelles.
Ultérieurement conçu, le système d'exploitation dit de « Bibracte », permet de classer l'instrumentum en croisant les données relatives au(x) matériau(x) constituant la pièce archéologique et celles relatives à sa fonction.
Un nouveau type de classement du petit mobilier a été établie au début des années 2010 :
| Catégorie                                 | Définition | Fonction                                                                                 |
| ----------------------------------------- | --- | ---------------------------------------------------------------------------------------- |
| Agropastoral                              | Exploitation du sol, élevage, outils agropastoraux | Production de nourriture, entretien des surfaces araires et du cheptel (parckage, etc.). |
| Chasse et pèche                           | Objets non-militaires destinés à la chasse et à la pèche | Subvenir aux besoins alimentaires                                                        |
| Production artisanal                      | Extraction et transformation des matières premières, confection : résidus de matériaux (d'origine minérale ou organique) ; instrument et outil destinés à l'artisanat | « Extraire, transformer et fabriquer »                                                   |
| Autres types de productions               | Objets destinés à la production identifiés mais ne pouvant être classés uniquement au sein de la sphère agropastorale, ou artisanale                                  | « Extraire, transformer et fabriquer »                                                   |
| Activité culinaire                        | Objets et instruments destinés aux préparations culinaires et à leurs consommation, autrement dit la vaissellerie, les objets de stockage des denrées                 | Préparation, cuisson, conservation et consommation.                                      |
| Éclairage et chauffage                    | Pièces associées à la production de chaleur et de lumière | Éclairer et chauffer.                                                                    |
| Ameublement                               | Pièces associées au meubles, à la décoration, objets d'assemblage et de serrurerie                                                                                    | Activités d'aménagement et de rangement du lieu de vie                                   |
| Gros œuvre                                | Les objets de quincaillerie, les pièces consacrées à la construction, tels que les clous                                                                              | Se loger                                                                                 |
| Huisserie                                 | Objets destinés aux systèmes d'ouverture | Action de se déplacer,                                                                   |
| Hydraulique                               | Pièces associées à la gestion de l'eau | Gérer et stocker l'eau                                                                   |
| Vestimentaire                             | Pièces et accessoires vestimentaires | Se vêtir                                                                                 |
| Entretien du corps                        | Éléments relatifs à soins corporels, à l'hygiène, au domaine médical et la toilette                                                                                   | Prendre de soin et entretenir son corps                                                  |
| Attelage, véhicule                        | Objets relatifs aux attelages, à la charonnerie, et tous types de véhicules terrestres                                                                                | Activités de déplacement et de transport                                                 |
| Équipement de l'animal                    | Tous les objets relatifs au harnachement des animaux, y compris les éperons                                                                                           | Activités de déplacement et de transport                                                 |
| Navigation, batellerie                    | Restes d'éléments liés à la navigation et à tous types de transports fluviaux                                                                                         | Activités de déplacement et de transport                                                 |
| Compte, mesure et échange                 | Pièces relatives aux activités commerciales, comptables et à la mesure des masses, telles que les abaques, les monnaies, les balances                                 | Action de commercer et d'échanger                                                        |
| Écriture                                  | éléments rattachés aux activités d'écriture | Actes d'écrire, de communiquer et de dessiner                                            |
| Activité de divertissement                | Tous types d'objet destinés aux jeux, tels que les jetons, les jouets, les dés                                                                                        | Se divertir                                                                              |
| Activités musicales                       | instruments de musique | Se divertir, honorer, croire, prévenir, et regrouper les troupes militaires.             |
| Équipement militaire                      | Les militariæ, ainsi que les armes et équipement consacrés aux activités de chasse                                                                                    | Guerroyer, s'équiper                                                                     |
| Statuaire                                 | Tout objets sculptés par technique de ronde-bosse | Figurer, représenter, dédier                                                             |
| Religion et contexte funéraire            | Objets rattachés aux domaines de la religion, des rituels, de la divination, des rites funéraires                                                                     | Dédier, croire, commémorer, acte de prier                                                |
| Pièces d'assemblage et de serrurerie      | Objets pouvant être rattaché au domaine de l'« ameublement » ou de l'« huisserie », tels que des ferrures, des pentures ou encore des clefs                           | Fonction non-déterminée                                                                  |
| Éléments multifonctionnels ou polyvalents | Objets qui ont pu être identifiés mais dont la fonction n'a pas été avec exactitude, tels qu'un couteau ou encore un contenant                                        | Fonction non-déterminée                                                                  |
| Éléments non-identifiés                   | Objets qui n'ont pu être identifiés | Fonction non-déterminée                                                                  |